# Generalni guverner Nove Zelandije
Generalni guverner Nove Zelandije (angleško Governor-General of New Zealand, maorsko Te Kawana Tianara o Aotearoa) je predstavnik monarha Nove Zelandije, ki deluje kot podkralj na Novi Zelandiji in velja za de facto vladarja države.
Ustava Nove Zelandije tako določa, da Generalni guverner, ki ga postavi suveren, je suverenov predstavnik na Novi Zelandiji. Mandat generalnega guvernerja ni določen, a običajno traja okoli pet let. Polni naziv položaja je: Generalni guverner in vrhovni poveljnik v in okoli Nove Zelandije (angleško The Governor-General and Commander-in-Chief in and over New Zealand). 
Naloge in vloge generalnega guvernerja so bile določene s patentom leta 1983 (dopolnjen leta 1906):
- imenovanje urada generalnega guvernerja,
- imenovanje ministrov in sodnikov,
- razpustitev parlamenta,
- podeljevanje kraljeve potrditve zakonov,
- razpisovanje volitev in
- podeljevanje odlikovanj.

Vse naloge generalnega guvernerja se opravlja v imenu monarha in tako opravlja tudi številne ceremonialne dolžnosti kot predstavnik monarha ter Nove Zelandije. Administrativno podporo generalnemu guvernerju izvaja Oddelek predsednika vlade in kabineta Nove Zelandije.
Trenutna generalna guvernerka je Patsy Reddy (od 28. septembra 2016).